# 1-(4-氯苯甲酰基)哌啶
1-(4-氯苯甲酰基)哌啶是一种有机氯化合物，化学式为C12H14ClNO。它可由4-三氯乙酰基氯苯或4-氯苯甲酰氯和哌啶反应制得。在催化下，它可以被苯基硅烷还原为1-(4-氯苄基)哌啶。